# Patilé
Se llama patilé a una barca de transporte que se usaba en el río Ganges.
Su eslora varía de 40 a 70 pies y sus fondos son de tingladillo o van asegurados a los miembros por medio de grapas y clavos. 
- los de aquella clase tienen la popa llana, los fondos planos y usan un gran timón a proa. Los baos salen por los costados y en sus cabezas se colocan unas planchas para que en ellas puedan situarse los hombres cuando hay necesidad de fincar.
- los de la segunda clase difieren de esta, en que las extremidades, aunque puntiagudas, son redondas por abajo, así como los fondos; el timón es triangular y se mueve por medio de un gran eje que sale de su cabeza y con unos guardines a los costados.

Todas estas embarcaciones usan grandes carrozas de bambú o junco, las cuales se cubren con hojas de palmera y sirven para abrigo de las mercancías que conducen. También usan una especie de plataforma de enjaretado en donde se coloca la tripulación, llevan un palo con muchos obenques y en él largan una vela triangular cuyas dimensiones varían al igual que las de la embarcación.